# Белланте
Белланте (італ. Bellante) — муніципалітет в Італії, у регіоні Абруццо,  провінція Терамо.
Белланте розташоване на відстані близько 145 км на північний схід від Рима, 55 км на північний схід від Л'Аквіли, 12 км на північний схід від Терамо.
Населення — 7207 осіб (2014).
Щорічний фестиваль відбувається 2 травня. Покровитель — sant'Atanasio.

## Демографія
Населення за роками:

Станом на 1 січня 2023 року в муніципалітеті офіційно проживало 513 іноземців з 48 країн, серед них 121 громадянин країн Євросоюзу та 10 громадян України.

## Сусідні муніципалітети
- Камплі
- Кастеллальто
- Мошано-Сант'Анджело
- Сант'Омеро
- Терамо